# Proisotoma buddenbrocki
Proisotoma buddenbrocki is een springstaartensoort uit de familie van de Isotomidae. De wetenschappelijke naam van de soort is voor het eerst geldig gepubliceerd in 1954 door Strenzke.